# Parla con me (singolo)
Parla con me è una canzone scritta da Eros Ramazzotti, Adelio Cogliati e Claudio Guidetti, interpretata dallo stesso Ramazzotti ed estratta come primo singolo dall'album Ali e radici. Il brano è stato pubblicato il 24 aprile 2009.

## Il brano
Il singolo Parla con me è stato pubblicato su CD singolo il 24 aprile 2009, ed è stato reso disponibile per il download digitale e per l'airplay radiofonico nello stesso giorno. Il brano anticipa di un mese l'uscita dell'album Ali e radici. Secondo quanto dichiarato da Ramazzotti, la canzone scritta dallo stesso Ramazzotti insieme ad Adelio Cogliati e Claudio Guidetti, è un seguito di Terra promessa, brano che rese celebre il cantante 25 anni prima. Il cantautore ha dichiarato che con questa canzone ha tentato un dialogo con le generazioni più giovani.
È stato frequentemente trasmesso in radio, raggiungendo la posizione numero 1 dell'airplay.

## Il video
Il video musicale prodotto per Parla con me è stato diretto dal regista Marc Klasfeld e girato a Los Angeles, e presentato in anteprima sul sito internet de La Repubblica il 27 aprile 2009. Il video mostra diversi personaggi che comunicano soltanto tramite SMS o e-mail, anche quando sono a pochissimi centimetri di distanza, mentre in diversi ambienti, spesso confuso fra la gente, viene mostrato Ramazzotti che interpreta il brano. Alla fine del video gli stessi personaggi vengono mostrati senza cellulare parlare fra di loro con espressione molto più serena. Il video si conclude con una ragazza che fa cadere involontariamente il proprio cellulare in una pozzanghera ma, sorridendo, lo lascia a terra, mentre continua a squillare.

## Tracce
CD-Single RCA 88697526052 (Sony) [it] / EAN 0886975260522
1. Parla con me - 4' 00"
2. L'aurora - 3' 23"

## Formazione
- Eros Ramazzotti - voce, cori, mandolino
- Claudio Guidetti - basso, cori, chitarra acustica, pianoforte
- Abe Laboriel Jr. - batteria
- Michael Landau - chitarra elettrica
- Paul Buckmaster - archi

## Classifiche
| Classifica  | Posizione più alta |
| ----------- | ------------------ |
| Argentina   | 89                 |
| Austria     | 31                 |
| Grecia      | 33                 |
| Italia      | 1                  |
| Paesi Bassi | 83                 |
| Slovacchia  | 48                 |
| Spagna      | 41                 |
| Svizzera    | 8                  |
| Ungheria    | 3                  |

### Classifiche di fine anno
| Classifica (2009) | Posizione |
| ----------------- | --------- |
| Italia            | 17        |